# Corinth (Texas)
Corinth es una ciudad ubicada en el condado de Denton en el estado estadounidense de Texas. En el Censo de 2010 tenía una población de 19.935 habitantes y una densidad poblacional de 979,01 personas por km².

## Geografía
Corinth se encuentra ubicada en las coordenadas 33°8′38″N 97°4′21″O / 33.14389, -97.07250. Según la Oficina del Censo de los Estados Unidos, Corinth tiene una superficie total de 20.36 km², de la cual 20.2 km² corresponden a tierra firme y (0.78%) 0.16 km² es agua.

## Demografía
Según el censo de 2010, había 19.935 personas residiendo en Corinth. La densidad de población era de 979,01 hab./km². De los 19.935 habitantes, Corinth estaba compuesto por el 84.68% blancos, el 5.73% eran afroamericanos, el 0.84% eran amerindios, el 2.65% eran asiáticos, el 0.05% eran isleños del Pacífico, el 3.2% eran de otras razas y el 2.86% pertenecían a dos o más razas. Del total de la población el 11.77% eran hispanos o latinos de cualquier raza.